# Mikrovågsbehandling
Under mikrovågsbehandling av prostata förstörs delar av den förstorade prostatavävnaden med hjälp av värme. Denna behandlingsmetod kallas Tranurethral Microwave Treament (TUMT). 
Efter en lokalbedövning i urinröret förs en kateter in i penis och upp till prostatakörteln. I katetern finns en strålkälla som värmer upp prostatakörtelns inre delar till över 50 grader med mikrovågor. Den innersta delen av körteln förstörs då, och därmed minskar körtelns storlek. Det leder till att urinflödet åter fungerar.
Behandlingen ges en enda gång på mottagningen och tar en halvtimme till en timme. Risken för biverkningar är liten. Efteråt får man ha en kateter under några veckor, eftersom rester av den värmebehandlade prostatavävnaden stöts ut genom urinröret och katetern.
Mikrovågsbehandling för behandling av godartad prostataförstoring har funnits sedan omkring år 2000 och metoden har vidareutvecklats med tiden. En vidareutvecklad typ av mikrovågsbehandling är mer effektiv och individuellt anpassad och kallas CoreTherm. En CoreTherm-behandling tar 6–13 minuter.